# TUI Cruises
TUI Cruises GmbH — судоходная компания со штаб-квартирой в Гамбурге, основанная в апреле 2008 г. Компания является совместным предприятием TUI AG из Ганновера и Royal Caribbean Cruises Ltd., второй по размеру судоходной компании в мире со штаб-квартирой в Майами. Первое судно флота компании носит название Mein Schiff 1 (нем. Моё судно 1) и было принято в эксплуатацию в мае 2009 г. под названием Mein Schiff; второе судно называется Mein Schiff 2, которое начало выполнять круизы в мае 2011 г.

## Предприятие

### Основание и позиционирование
Предприятие TUI Cruises является самым молодым круизным брендом на немецкоговорящем рынке. Исполнительными директорами являются Рихард Й. Фогель (Richard J. Vogel) (председатель) и Франк Кульманн (Frank Kuhlmann). TUI Cruises после своего основания не захотела ждать три года, пока построят новое судно и оно выйдет на рынок, а купила у Celebrity Cruises, также дочки Royal Caribbean Cruises Ltd. круизное судно «Celebrity Galaxy». Также Mein Schiff 2, бывшее «Celebrity Mercury», из той же конюшни, от Celebrity Cruises, и было перестроено в начале 2011 г. за 50 млн евро. Предложения TUI Cruises позиционируются в промежутке между элитными и традиционными круизами в виде 4 ½-звёздочного продукта. В сентябре 2011 г. компания заказала на верфи в Турку ещё одно круизное судно длиной 300 м.

### Сотрудники
100 сотрудников в гамбургской штаб-квартире и в Берлине работают в сфере судовых операций и сервиса, развлечений, сбыта, продаж, маркетинга, коммуникаций, контроля и финансов. Экипажи судов состоят из сотрудников из 50 стран мира.

## Суда
| Название                 | Год выпуска | Тоннаж     | Экипаж | Каюты    | Производство                  | Примечание |
| ------------------------ | ----------- | ---------- | ------ | -------- | ----------------------------- | --- |
| Mein Schiff 1            | 1995        | 77,713     | 826    | 962      | Meyer Werft, Папенбург        | Celebrity Cruises: Galaxy (1996—2008), Celebrity Galaxy (2008—2009), TUI Cruises: Mein Schiff (2009—2011), TUI Cruises: Mein Schiff 1 (2011—настоящее время) |
| Mein Schiff 2            | 1997        | 77,303     | 780    | 956      | Meyer Werft, Папенбург        | Celebrity Cruises: Mercury (1997–2008), Celebrity Mercury (2008—2009), TUI Cruises: Mein Schiff 2 (2009—настоящее время)                                     |
| Mein Schiff 3            | 2014        | 99,526     | 1000   | 1253     | STX Europe, Турку, Финляндия  | |
| Mein Schiff 4            | 2015        | 99,526     | 1000   | 1253     | STX Europe, Турку, Финляндия  | |
| Mein Schiff 5            | 2016        | ок. 99,800 | 1000   | 1267     | Meyer Turku, Турку, Финляндия | |
| Mein Schiff 6            | 2017        | ок. 99,800 | 1000   | ок. 1250 | Meyer Turku, Турку, Финляндия | В процессе строительства |
| Mein Schiff 1            | 2018        | ок. 99,800 | 1000   | ок. 1250 | Meyer Turku, Турку, Финляндия | В проекте |
| Mein Schiff 2            | 2018        | ок. 99,800 | 1000   | ок. 1250 | Meyer Turku, Турку, Финляндия | В проекте |
| Mein Schiff 7            | 2024        | ок. 99,800 | 1000   | ок. 1250 | Meyer Turku, Турку, Финляндия | В проекте |
| Mein Schiff Relax (2027) |             |            |        |          |                               | |